# Augochloropsis anquisita
Augochloropsis anquisita är en biart som först beskrevs av Cockerell 1913.  Augochloropsis anquisita ingår i släktet Augochloropsis och familjen vägbin. Inga underarter finns listade.